# Eupithecia sublacteolata
Eupithecia sublacteolata là một loài bướm đêm trong họ Geometridae.